# Belinda Emmett
Belinda Emmett (Umina Beach, New South Wales, 12 april 1974 - Sydney, 11 november 2006) was een Australische actrice.
Ze debuteerde in 1994 en speelde sindsdien in allerlei televisieseries plus een komische film.
In 1998 werd bij haar borstkanker ontdekt welke ziekte men met succes wist te bestrijden. In 2001 echter bleek ze botkanker te hebben waaraan ze in november 2006 op 32-jarige leeftijd overleed.
Belinda Emmett was vanaf begin 2005 getrouwd met de Australische komiek en tv-producent Rove McManus.

## TV
- Hey Dad! (1994)
- Home and Away (1996-1999, 2005)
- All Saints: Medical Response Unit (2000-2001)

## Film
- The Nugget (2002)